# José Nelson de Carvalho
José Nélson de Carvalho foi um político brasileiro do estado de Minas Gerais. Foi deputado estadual de Minas Gerais na 9ª e na 10ª legislatura (1979–1987).